# Stefan Krużel
Stefan Krużel – polski zecer, polityk, prezydent Katowic w 1950 i przewodniczący Prezydium Miejskiej Rady Narodowej w Katowicach w okresie 1950–1952.

## Życiorys
Urodził się w Sosnowcu. W latach międzywojennych pracował jako zecer w pismach lewicowych, a także był przewodniczącym Związku Zawodowego Drukarzy Zagłębia. Po II wojnie światowej pracował w Państwowych Zakładach Graficznych w Sosnowcu. W październiku 1946 roku został wybrany na stanowisko wiceprezydenta Sosnowca, gdzie objął resort szkolnictwa, zdrowia, nieruchomości miejskich i aprowizacji. 
13 marca 1950 roku został prezydentem Katowic, zastępując na tym stanowisku Aleksandra Willnera, który był prezydentem miasta do 23 marca tego samego roku. Urząd objął 15 marca tego samego roku.
20 marca 1950 roku Sejm PRL przyjął ustawę o terenowych organach jednolitej władzy państwowej, na mocy której wprowadzono jednolity system oparty na wybranych przez mieszkańców radach miejskich, powiatowych i wojewódzkich podporządkowanych hierarchicznej Radzie Państwa. Funkcję prezydenta Katowic pełnił do czerwca tego samego roku, po czym został mianowany na przewodniczącego Prezydium Miejskiej Rady Narodowej w Katowicach.
W czasie swojego urzędowania m.in. oddano do użytku Pałac Młodzieży w Katowicach, powołano Państwową Wyższą Szkołę Pedagogiczną w Katowicach, a także poszerzono granice miasta o Panewniki, Piotrowice, Ochojec i Wełnowiec.
Przewodniczącym Prezydium Miejskiej Rady Narodowej w Katowicach był do lutego 1952 roku, po czym funkcję tę najpierw przejął najpierw p.o. przewodniczącego Józef Dziura, a po nim od 1 kwietnia 1953 roku Antoni Wojda. Pełnił później funkcję zastępcy przewodniczącego Prezydium Wojewódzkiej Rady Narodowej w Olsztynie, a następnie przewodniczącego Prezydium Powiatowej Rady Narodowej w Będzinie.

## Odznaczenia
- Krzyż Kawalerski Orderu Odrodzenia Polski (1960)[7]